# بارتلمی سمینو

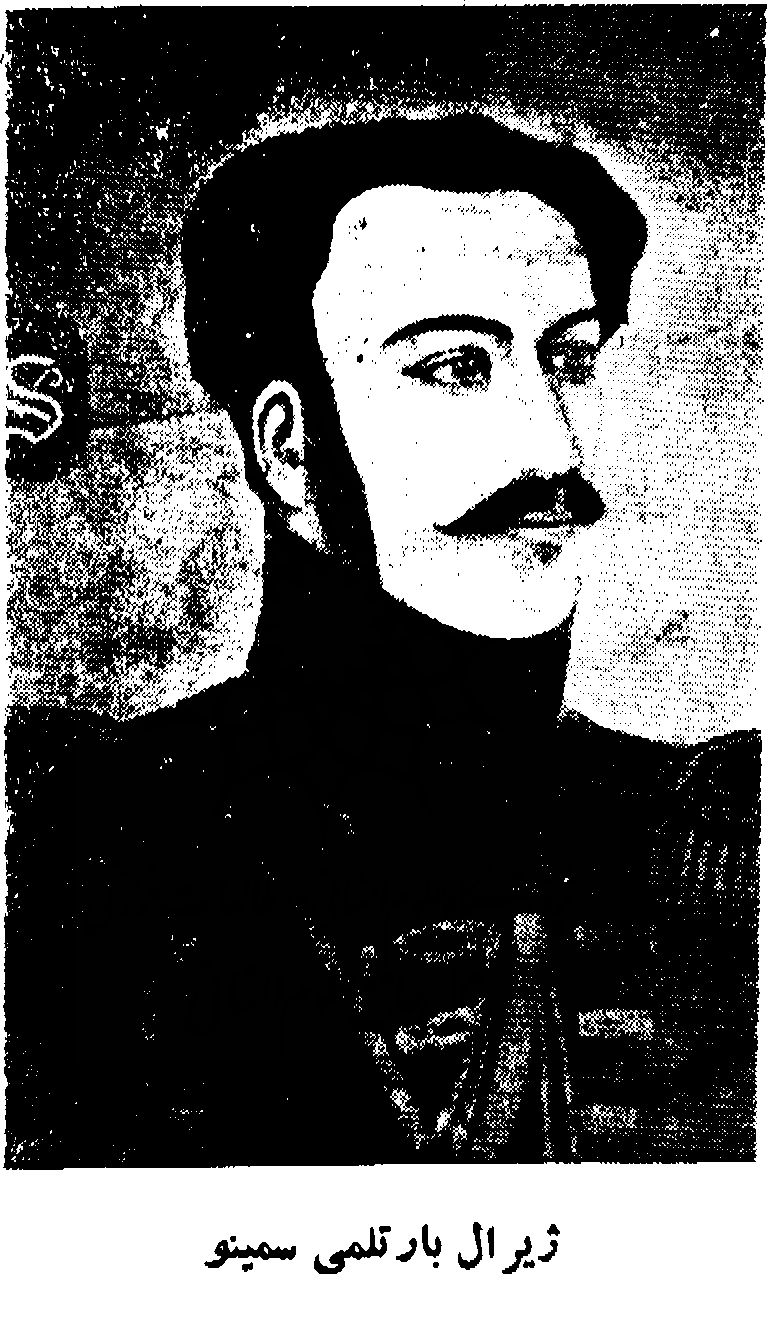
بارتلمی سمینو

ژنرال بارتلمی سمینو (فرانسوی: Barthélémy Semino‎ زاده ۱۹ نوامبر ۱۷۹۷ در نیس فرانسه - درگذشته ۱۴ ژوئیه ۱۸۵۲ در ازمیر ترکیه.) افسر فرانسوی که به ایران آمد، در دوران سه پادشاه قاجار در خدمت ایران بود و از جمله فرماندهی نیروهای ایران را در جنگ هرات به عهده داشت.
بارتلمی سمینو که بعدها تبعیت دولت فرانسه را پذیرفت و پس از اتمام تحصیل در مدرسه صاحب منصبی در لشکر ناپلئون داخل گردید و در غالب جنگهای دوره امپراتوری شرکت کرد و نشان‌ها و مدال‌هایی نیز دریافت کرد.
پس از تبعید ناپلئون و از هم پاشیده شدن فرماندهان سپاهش ژنرال سمینو فرانسه را ترک کرد و به یونان رفت و به درخواست ایپسیلاتسکی یکی از شاهزادگان یونان مأمور تنظیم ارتش یونان شد.
بعدها اتفاقات سیاسی یونان و اینکه او هم مبتلا به تب مالت شد باعث شد یونان را ترک کرده و به روسیه و سپس در سال ۱۸۲۱ با پزشک مخصوص خود دکتر کرمیک وارد تبریز شد.
در تبریز کسالت او در اندک زمانی مرتفع شد و بعدها او مورد توجه عباس میرزا نایب السلطنه قرار گرفت و در طراحی سطوح ارتش ایران از تجربیات او در ارتش فرانسه استفاده فراوانی شد.
همچنان در اغلب جنگهای آن دوره از جمله جنگ با روسیه در خدمت ارتش ایران بود.
از دیگر نبردهایی که ژنرال بارتلمی سمینو به عنوان ژنرال ارتش ایران فعال بود جنگ‌های هرات و جنگ دوم هرات بود.
در این پیکارها یکی از کسانی که سمینو را همراهی می‌کرد ژنرال بروسکی لهستانی بود که در یکی از همین جنگ‌ها کشته شد و سمینو با بیوهٔ او ازدواج کرد و حاصل این ازدواج فرزندی بود به نام نیکلا سمینو.

## منبع
- https://www.noormags.ir/view/fa/articlepage/253412/اسناد-تاریخی-ورقی-از-تاریخ-معاصر-ایران-با-یک-سند-تایخی ورقی از تاریخ معاصر محمد کاظم گیلانپور
- http://www.iranicaonline.org/articles/semino-barthelemy